# Dottor Faustus (Marvel Comics)
Il Dottor Faustus (Doctor Faustus), il cui vero nome è Dr. Johann Fennhoff, è un personaggio dei fumetti, creato da Stan Lee (testi) e Jack Kirby (disegni), pubblicato dalla Marvel Comics. La sua prima apparizione avviene in Captain America (vol. 1) n. 107 (novembre 1968).
Ispirato all'omonimo personaggio di Christopher Marlowe in La tragica storia del Dottor Faust (a sua volta ispirato alle leggende su Johann Georg Faust), è uno psichiatra malvagio, capace di manipolare le menti altrui con grande abilità e compiere lavaggi del cervello per far svolgere alle sue vittime azioni criminali al posto suo.

## Biografia del personaggio
Nato a Vienna, Austria, da Anna Fennhoff che lo ha cresciuto da sola trasferendosi nel Regno Unito e svolgendo molteplici lavori per potergli pagare i migliori studi, Johann Fennhoff si specializza in psichiatria e in psicologia criminale. Autoproclamatosi "Maestro della Mente Umana", sviluppa nuove tecniche di manipolazione mentale iniziando una carriera criminale col nome di Dottor Faustus.
Trasferitosi negli Stati Uniti, affronta spesso il leggendario Capitan America e la sua fidanzata, Sharon Carter, l'Agente 13 dello S.H.I.E.L.D.; arrivando anche ad uno scontro con l'Uomo Ragno.
Diverso tempo dopo recupera i corpi del Capitan America degli anni cinquanta e del rispettivo Bucky, entrambi messi in stato vegetativo dal governo dopo essere divenuti paranoici e pericolosi a causa di un difetto nel siero del supersoldato somministratogli. Riprogrammata la mente del primo, ne fa il "Gran Direttore", leader di un gruppo per la supremazia bianca noto come "National Force" (in realtà sotto il controllo di Faustus) e, proprio durante uno scontro tra essi e una gang di Harlem, manipola Sharon Carter portandola al suicidio e mostrando poi il filmato a Capitan America che (ignaro del fatto che l'evento sia una montatura dello S.H.I.E.L.D.) per anni ritiene il dottore responsabile della prematura scomparsa della donna amata.
In seguito Faustus, manipolando il Gran Direttore, tenta di uccidere Capitan America ma questi, alleatosi con Devil, riesce a sconfiggerlo provocandogli un'accidentale caduta dal tetto di un palazzo che lo priva dell'uso delle gambe. Nel tentativo di recuperare credibilità e divenire membro dell'Impero Segreto condiziona la mente del Qualunquista ribattezzandolo Zeitgeist e costringendolo ad affrontare l'Uomo Ragno e Mister Fantastic, i suoi piani vengono tuttavia sventati portandolo a un crollo nervoso.
Ricompare nuovamente per far credere al Capitano che lo spettro del Teschio Rosso infesti ancora la villa teatro del loro ultimo scontro, dopodiché scompare e viene dato per morto.
Approfittando di tale convinzione dell'opinione pubblica, Faustus riesce ad infiltrarsi tra le file dello S.H.I.E.L.D. in veste di terapeuta per agenti sotto stress e, durante la guerra civile dei superumani, su ordine del redivivo Teschio Rosso avvicina e fa nuovamente il lavaggio del cervello a Sharon Carter che, dunque, dopo l'arresto di Capitan America, gli spara a bruciapelo tre colpi di pistola. Tornato dunque allo scoperto, il malefico dottore, rianima nuovamente il corpo del Gran Direttore al fine di farlo scontrare col nuovo Capitan America, Bucky. Tuttavia, il fallimento di tale piano e la sempre maggiore intolleranza del Teschio e di Arnim Zola verso di lui, lo convincono a ritirarsi dal progetto, liberare dal condizionamento l'Agente 13 e fornendo informazioni cruciali sui piani degli ex-soci allo S.H.I.E.L.D..
Prende in seguito parte al processo contro il Soldato d'Inverno per dimostrare l'efficacia di un controllo mentale dando così prova che questi non può essere considerato responsabile degli omicidi imputatigli. Dopo una brve disavventura coi Thunderbolts, il Dottor Faustus viene apparentemente ucciso da Punisher ma lo si scopre in seguito essere sopravvissuto ed aver fondato una cellula dell'HYDRA in New Jersey, con la quale affronta la quarta Ms. Marvel.

## Poteri e abilità
Il Dottor Faustus non ha alcun potere superumano ma è comunque dotato di un'intelligenza geniale e di uno straordinario carisma cose che, unite alla sua estrema conoscenza della psiche, lo rendono capace di assoggettare la volontà degli altri individui semplicemente modulando la voce in un tono pacato e persuasivo. Per incrementare tale capacità, il dottore si serve spesso inoltre di ologrammi, allucinogeni, androidi o attori che interpretino persone la cui visione possa condizionare la mente della vittima.

## Altre versioni

### House of M
Nella realtà alternativa di House of M, il Dottor Faustus è uno scienziato al servizio della US Army.

### Ultimate
Nell'universo Ultimate il Dottor Faustus è un ex-agente segreto divenuto informatore per la comunità mercenaria superumana con base operativa a Praga. Durante la guerra delle armature di Tony Stark, si rivela essere un involucro robotico guidato da MODOK.

## Altri media

### Televisione

#### Serie animate
- Il Dottor Faustus compare in un episodio della serie animata L'Uomo Ragno e i suoi fantastici amici.

#### Serie televisiva
- Il Dottor Faustus, interpretato da Ralph Brown, compare nella serie televisiva Agent Carter[20]. In tale versione egli è un'ipnotista russo membro di Leviathan che, col nome fittizio di "dottor Ivchenko", si fa portare negli Stati Uniti dall'SSR unicamente per poi derubarli di un'arma biologica di Howard Stark e uccidere il capo Dooley. In seguito viene arrestato e imprigionato con Arnim Zola assieme al quale sviluppa il programma di condizionamento mentale usato dall'HYDRA in Agents of S.H.I.E.L.D., chiamato appunto "Metodo Faustus"[21].